# Jean-Philippe Maitre
Pour les articles homonymes, voir Maitre.
Jean-Philippe Maitre, né le 18 juin 1949 à Genève et décédé le 1er février 2006 à Collonge-Bellerive, est un homme politique suisse, membre du Parti démocrate-chrétien.

## Biographie

### Origines et famille
Jean-Philippe Ernest Ignace[réf. souhaitée] Maitre naît le 18 juin 1949 à Genève. Il est originaire du même lieu et de la commune jurassienne d'Épauvillers. Il est le quatrième d'une fratrie de sept enfants et le premier garçon.  
Son père, Yves Maitre, est avocat et conseiller national démocrate-chrétien de 1963 à sa mort. Sa mère, née Simone Capitaine, fille d'un avocat, est conseillère municipale (législatif) en ville de Genève. 
Il épouse en 1970 Christine Lucienne Mégevand, maire de Collonge-Bellerive durant l'année 2005-2006[réf. souhaitée]. Ils ont trois enfants, dont Vincent Maitre, avocat également, conseiller national depuis 2019. 

### Études et parcours professionnel
Après sa scolarité et des études de droit à Genève, il ouvre une étude d'avocat.

### Politique cantonale
Il entre à l'âge de 21 ans a comité directeur du Parti démocrate-chrétien genevois. 
En 1973, à l'âge de 24 ans, il est élu comme député démocrate-chrétien au Grand Conseil genevois, où il siège durant douze ans. ll en devient rapidement l'une des figures les plus en vue. 
Il est élu en octobre 1980 à la présidence du Parti démocrate-chrétien du canton de Genève.
Élu au Conseil d'État en 1985, il prend en charge le département de l'économie jusqu'en 1997. Il préside le collège en 1991-1992, et en 1996-1997,.
Durant son mandat, il est un ardent défenseur de l'aéroport international de Genève. Ainsi, il démissionne en 1996 du conseil d'administration de Swissair lorsque la compagnie abandonne ses vols long-courrier au départ de Genève. Il est aussi un artisan de la promotion économique genevoise. Il annonce en 1994 qu'il ne se présentera pour un quatrième mandat en 1997.

### Politique fédérale
Élu conseiller national en 1983, où il succède à Robert Tochon, pourtant premier de la liste, il est président du groupe parlementaire démocrate-chrétien de 1998 à 2002. Il est également membre de la Commission de politique extérieure, qu'il préside en 1988-1989, et de la Commission de l'économie et des redevances, qu'il préside en 2002-2003. Couronnement de sa carrière politique, il est élu président du Conseil national le 29 novembre 2004[réf. souhaitée]. Il ne peut cependant assurer ce rôle de premier citoyen du pays que pendant une session.
Il défend les réformes, le consensus, le dialogue ainsi que la coopération mondiale et européenne. Il est notamment favorable à l'adhésion de la Suisse à l'Espace économique européen.
Le 18 février 2005, alors qu'il vient de se faire opérer d'une tumeur au cerveau, Jean-Philippe Maitre annonce officiellement son retrait de la politique. Il prononce un émouvant discours d'adieu dix jours plus tard, avant de céder sa place à la Fribourgeoise Thérèse Meyer-Kaelin[réf. souhaitée]. Sa démission prend effet le 1er mars[réf. souhaitée]. 

### Positionnement politique
Il fait partie de l'aile libéral de son parti.

### Mort et obsèques
Il meurt le 1er février 2006 à Collonge-Bellerive, à l'âge de 56 ans.
Ses obsèques ont lieu le 4 février en l'église Saint-Joseph (Genève) en présence notamment des conseillers fédéraux Joseph Deiss et Micheline Calmy-Rey, des anciens conseillers fédéraux Flavio Cotti et Ruth Metzler-Arnold, et de l'ensemble des autorités genevoises.
Il est inhumé au cimetière de Collonge-Bellerive.